# Třecí převody
Třecí převody přenášejí otáčivý pohyb mezi dvěma hřídeli prostřednictvím tření mezi dvěma rotačními tělesy. Silový styk obou částí převodu vyžaduje normálovou sílu, která je podmínkou pro vznik třecí síly.
Třecí převod nepatří mezi přesné převody, protože dochází k tzv. prokluzu. Výsledkem je však plynulý převod bez vznikajících kmitů. Používá se pro malé výkony a krátkodobý chod, případně vyžaduje chlazení. Prokluz vytváří ztrátu, která snižuje účinnost převodu, způsobuje zahřívání a opotřebení.

## Třecí převod s čelními koly

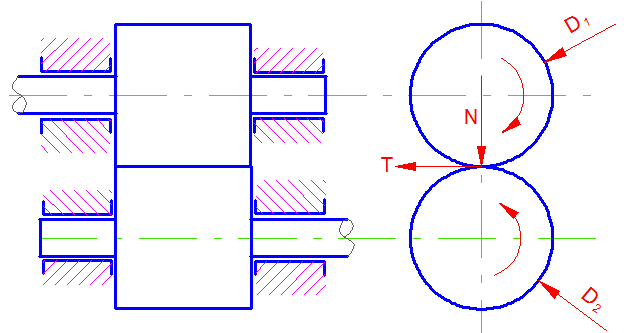
Čelní třecí převod

Převodový poměr v nezatíženém stavu: {\displaystyle P={\frac {n_{1}}{n_{2}}}={\frac {D_{2}}{D_{1}}}}
Převodový poměr v zatíženém stavu: {\displaystyle P={\frac {n_{1}}{n_{2}.\varphi }}={\frac {D_{2}}{D_{1}.\varphi }}}
kde {\displaystyle \varphi } je skluz, hodnota menší než 1.
Přenášený výkon:
{\displaystyle P=M_{k2}\omega =T{\frac {D_{2}}{2}}{\frac {2\pi n_{2}}{60}}={\frac {NfD_{2}\pi n_{2}}{60}}} [W]
Kde {\displaystyle N} je „normálová“ přítlačná síla a {\displaystyle f} je součinitel smykového tření.

## Třecí převod s kuželovými koly

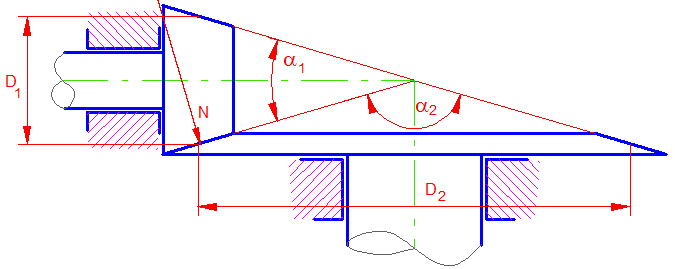
Kuželový třecí převod

{\displaystyle i={\frac {n_{1}}{n_{2}.\varphi }}={\frac {D_{2}}{D_{1}\varphi }}={\frac {\alpha _{2}}{\alpha _{1}.\varphi }}}
kde {\displaystyle \alpha _{1}} a {\displaystyle \alpha _{2}} jsou vrcholové úhly kuželových kol.
Normálová (přítlačná) síla je šikmá k osám hřídelí a namáhá ložiska v radiálním i axiálním směru.

## Třecí variátor – převod s plynule proměnlivým převodovým poměrem
{\displaystyle i={\frac {n_{1}}{n_{2}.\varphi }}={\frac {R_{2}}{R_{1}.\varphi }}}
Použití: např. třecí šroubový (vřetenový) lis.

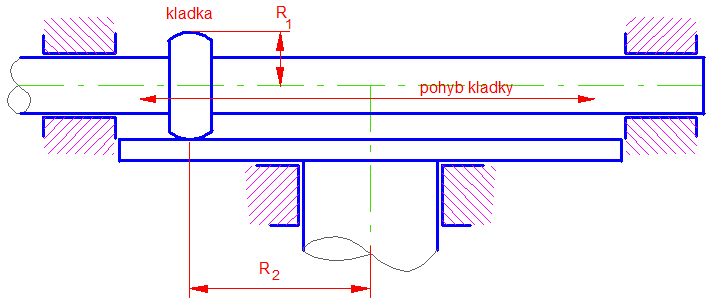
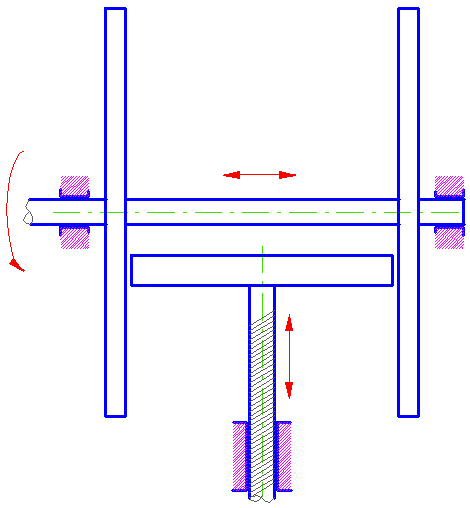
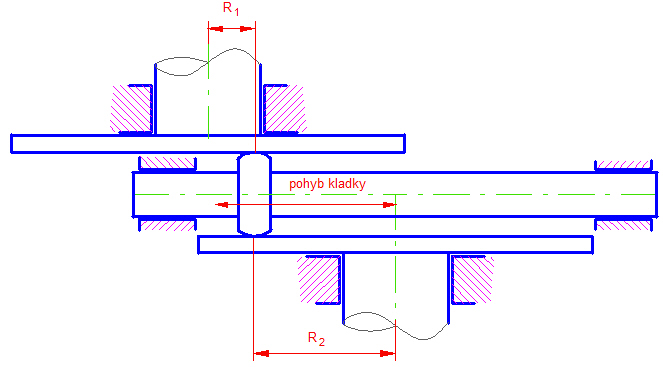
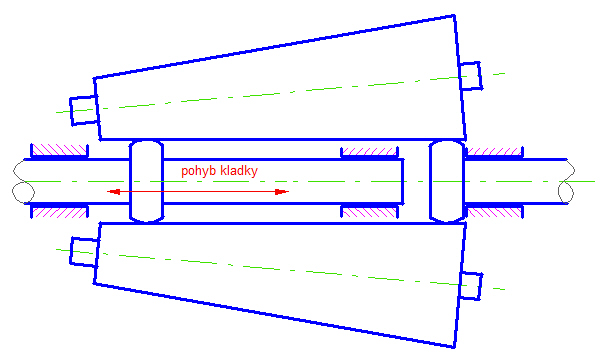
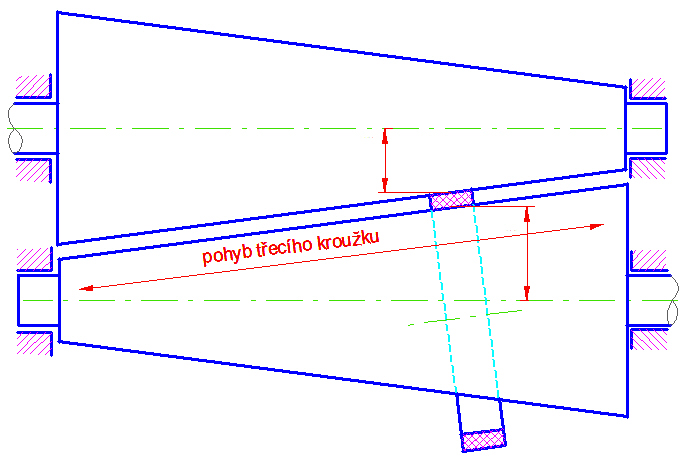